# Mike Newton
Mike Newton es un personaje de ficción de la novela  Crepúsculo,  Luna Nueva,  Eclipse, Amanecer y la aún no publicada Midnight Sun en español Sol de Media Noche, de Stephenie Meyer.
Es amigo de Bella Swan desde que esta llegó a Forks. Está enamorado de ella, por lo que pelea en ocasión con Edward y con Jacob.

## Aspecto físico
Se sabe muy poco acerca del físico de Mike, Bella menciona que tiene el rostro aniñado, ojos azul claro y cabello rubio pálido cuidadosamente arreglado con gel. Para Luna Nueva, su aspecto cambia un poco, sus pómulos resaltan más, su rostro se estira, su rubio cabello lo lleva más largo y luce otro peinado, al estilo Edward Cullen, intentando llamar la atención de Bella. 
Mike es un chico popular en el Instituto debido a su aspecto físico. 

## En las novelas
Su mayor participación es en Crepúsculo, donde convive buena parte de la novela con Bella y constantemente trata de conquistarla. Es quien le comenta a Bella sobre la salida el fin de semana a First Beach, donde conoce a Jacob quien le cuenta las leyendas locales sobre hombres lobos y vampiros.
Comparte clase de Literatura, Biología y Educación Física. Regularmente Mike va de un lugar a otro con Bella durante el intermedio de clases y llega un momento en que ella lo llama perrito faldero. Mike ve a toda persona que se le acerca a Bella como un posible rival, entre ellos Eric y Jacob. Ella misma considera que es demasiado posesivo e incluso hubo momentos en que las conversaciones entre ellos resultaban incómodas desde el punto de vista de ella. 
Mantiene la esperanza de que Bella lo invite al baile de primavera y por ello, no le da una respuesta definitiva a Jessica cuando ésta se lo pide. Poco después Bella le hace saber que no tiene interés en asistir y lo anima a que vaya con Jessica, de esta manera, termina aceptando la invitación de Jessica y poco después se hacen novios, aunque su relación no es muy duradera. 
En Luna Nueva, Mike trabaja junto con Bella en la tienda de deportes local de Forks, que es propiedad de sus padres. Junto con Ángela y su novio Ben, son las personas que reciben amablemente a Bella a su pequeño grupo al suceder la separación entre Edward y ella y en el periodo en que Bella decae en una profunda depresión. 
Bella, Jacob y Mike asisten a ver una película y este último termina enfermándose de gripe estomacal. 
Ya en Eclipse, Tyler, Ben, Austin, Bella y Mike comparten clase de cálculo y las intervenciones que tiene son pocas. 
En Amanecer, Mike es invitado a la boda de Edward y Bella.

## En la película
En las adaptaciones cinematográficas de la serie, es interpretado por Michael Welch.
- Datos: Q9033033